# Westliche Erdnatter
Die Westliche Erdnatter (Sonora semiannulata), auch als Bodenschlange bezeichnet, ist eine Schlangenart aus der Familie der Nattern und kommt in den USA und Mexiko vor. Es handelt sich um die Typusart der Gattung Sonora.

## Merkmale
Die ungiftige Westliche Erdnatter ist eine kleine Schlange von schlankem Körperbau und erreicht eine Gesamtlänge von circa 45 cm. Am Kopf zeigen sich ein Präokularschild und zwei bis drei Postokularschilde sowie ein Lorealschild. Es sind sechs bis sieben Supralabialen vorhanden, von denen das dritte und vierte an den Unterrand des Auges grenzen. Die Zahl der Sublabialen beträgt sieben. Die Internasalschilde berühren sich. Die Körpermitte wird von 13 bis 15 Reihen glatter Dorsalschuppen umgeben. Die Körperunterseite weist 126 bis 186 Ventralschilde, 31 bis 59 Unterschwanzschilde sowie ein geteiltes Analschild auf.
Die Körperfärbung ist äußerst variabel, teilweise innerhalb derselben Population. Die Grundfarbe kann von grau über braun bis hin zu rotbraun oder rot reichen. Dabei kann das Schuppenkleid durch dunklere oder hellere Binden, Flecke oder Streifen gezeichnet sein. Populationen können polymorph sein, was das Vorhandensein oder Fehlen schwarzer Querbänder, eines roten, längsgerichteten Dorsalstreifens, eines einzelnen Nackenbandes oder einer schwarzen Kappe auf dem Kopf betrifft. Das Aussehen der Bänder ändert sich oft vom Kopf bis zum Schwanz, wobei sie am Schwanz und an den distalen Seiten des Körpers unterbrochen werden oder fehlen. Einige Exemplare, die in West-Texas gefunden werden, haben ausgeprägte graue Querbänder anstelle der normalen schwarzen Querbänder.

## Lebensweise
Sonora semiannulata führt eine bodenbewohnende und weitgehend dämmerungs- oder nachtaktive Lebensweise. Als Versteckplätze dienen Steine, Fels- und Erdspalten oder auch lockerer Bodengrund. Die Verstecke werden nach Sonnenuntergang oder nach stärkeren Regenfällen verlassen. Zum Beutespektrum zählen in erster Linie Wirbellose wie Spinnen, Tausendfüßer, Skorpione, Grillen, Käfer und andere Insekten. Gelegentlich werden laut Trutnau (1998) kleine Echsen wie Geckos erbeutet. Die Geschlechtsreife setzt nach eineinhalb bis zweieinhalb Jahren bei einer Länge von etwa 24 cm ein. Die Paarungszeit fällt auf die Monate April bis Juni, jedoch sind Paarungen im Spätsommer und Herbst nicht ausgeschlossen. Männchen tragen untereinander Kommentkämpfe aus. Vor der Paarung wird der Kopf des Männchens an Kopf und Nacken des Weibchens gerieben, gelegentlich kommt es zu einem Nackenbiss während der Kopulation. Die Fortpflanzung erfolgt durch Oviparie (eierlegend). Nach einer Tragzeit von drei bis sechs Wochen werden drei bis sechs längliche, weichschalige Eier abgelegt und nach 50 bis 70 Tagen schlüpfen die circa 7 bis 13 cm langen Jungschlangen.

## Vorkommen
Sonora semiannulata kommt, sofern Sonora episcopa und Sonora taylori mit S. annulata synonymisiert werden, innerhalb der USA in Teilen Arkansas, im Westen von Texas, New Mexico, Arizona, Oklahoma, dem Süden von Colorado und Kansas, Südwest-Missouri, Südost-Utah und Kalifornien vor. Auf mexikanischer Seite erstreckt sich das Verbreitungsgebiet über Baja California, Nord-Sonora, Chihuahua, Coahuila, Tamaulipas, das nordwestliche Nuevo Leon sowie den Nordosten von Durango. Die Typlokalität liegt in den Santa Rita Mountains in Arizona, wurde jedoch ursprünglich mit „Sonora“ angegeben.
Werden Sonora episcopa und Sonora taylori als eigenständige Arten abgegrenzt (näheres hierzu siehe Abschnitt Systematik), so beschränkt sich Sonora semiannulata auf die westlichen Areale. Fotografisch dokumentierte Fundmeldungen von iNaturalist zeigen folgende Verbreitungsgebiete:
- Sonora episcopa von der Grenzregion zwischen Mexiko und West-Texas bis Zentral-Texas, dem östlichen New Mexico, Südost-Colorado, Kansas, Südwest-Missouri und Nordwest-Arkansas
- Sonora semiannulata im Norden von Mexiko sowie von Süd- und West-Texas nordwestlich über New Mexico, Arizona, Nevada sowie in kleineren Gebieten in Utah, Idaho, Oregon und dem Osten von Kalifornien
- Sonora taylori im Süden von Texas und der Grenzregion von Süd-Texas und Mexiko

Die exakten Verbreitungsgrenzen von S. episcopa, S. taylori und S. semiannulata sind nicht genau bekannt. Bisweilen (Stand 2018) konnten keine Beispiele für Hybridisierung oder Introgression zwischen diesen Linien gefunden werden.
Die besiedelten Habitate werden von trockenen, felsigen oder steinigen Biotopen mit sandigen Böden dargestellt.

## Systematik
Die Art wurde durch 1853 durch Baird & Girard unter der Bezeichnung Sonora semiannulata erstbeschrieben. The Reptile Database listet keine Unterarten (Stand: Juni 2023). Synonyme der Art sind unter anderem:
- Lamprosoma episcopum Kennicott in Baird 1859
- Homalosoma episcopum – Jan 1865
- Contia isozona Cope 1866
- Contia episcopa torquata Cope 1880
- Contia semiannulata – Garman 1884
- Contia episcopa – Garman 1884
- Contia torquatus – Boulenger 1894
- Contia nuchalis Schenkel 1901
- Sonora episcopa – Force 1928
- Sonora semiannulata blanchardi Stickel 1938
- Sonora semiannulata gloydi Stickel 1938
- Sonora miniata miniata Stickel 1938
- Sonora miniata linearis Stickel 1938
- Sonora semiannulata linearis – Smith 1945
- Sonora bancroftae Klauber 1943
- Sonora episcopa – Smith & Taylor 1945
- Sonora semiannulata blanchardi – Smith & Taylor 1945

Ähnliche und teilweise schwer untereinander abgrenzbare Arten sind Sonora episcopa (von einigen Autoren noch als Synonym von S. semiannulata betrachtet), Sonora mosaeri, Sonora mutabilis und Sonora michoacanensis. Sonora taylori wird von einigen Autoren ebenfalls als Unterart zu S. semiannulata gezählt. Der Komplex der Arten um S. semiannulata war in der Vergangenheit nur schwer anhand morphologischer Merkmale abzugrenzen. Das Fehlen eindeutiger Farbmuster oder zuverlässiger spezifischer Merkmale zur Abgrenzung der Arten veranlasste Frost & van Devender (1979) sowie Frost (1983) dazu, zahlreiche Formen mit Sonora semiannulata zu synonymisieren. Molekularbiologische Untersuchungen durch Cox et al. (2018) untermauern jedoch den Status von Sonora semiannulata sowie Sonora episcopa, Sonora mosaeri und Sonora taylori als eigenständige Arten.

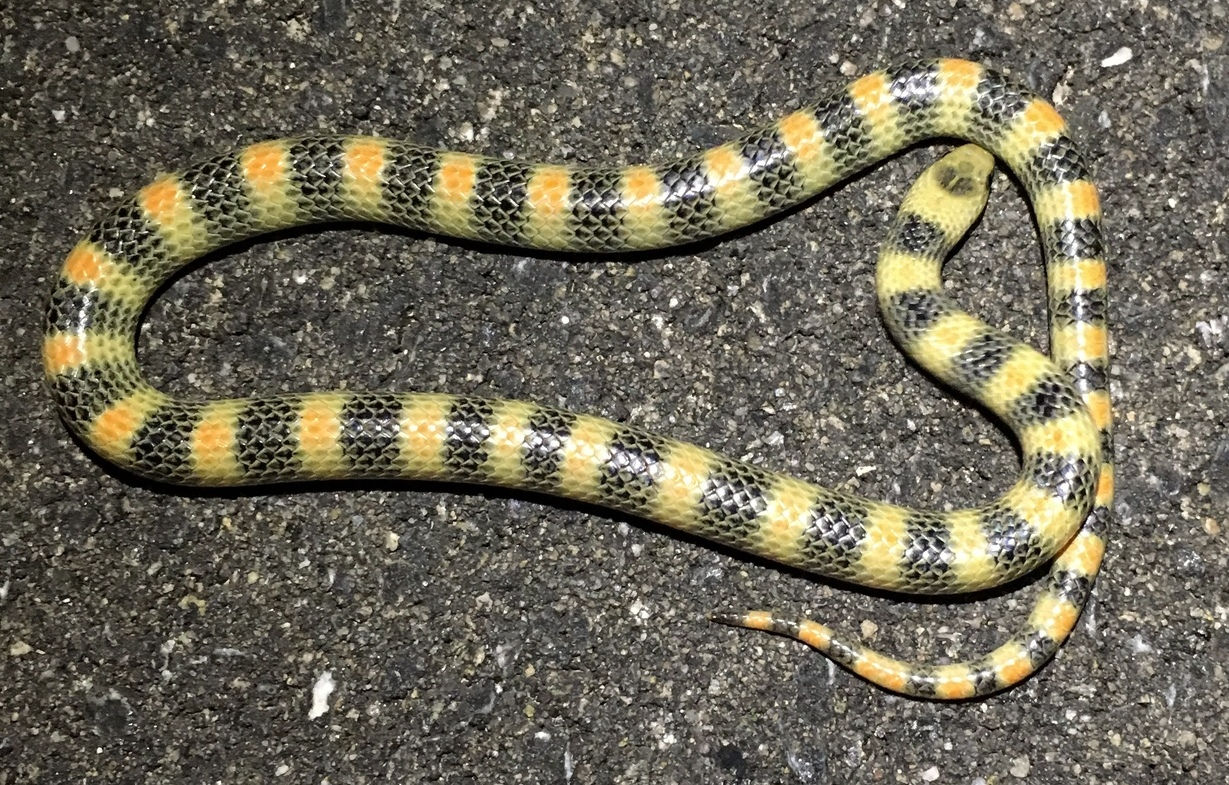
S. semiannulata, Death Valley, Kalifornien
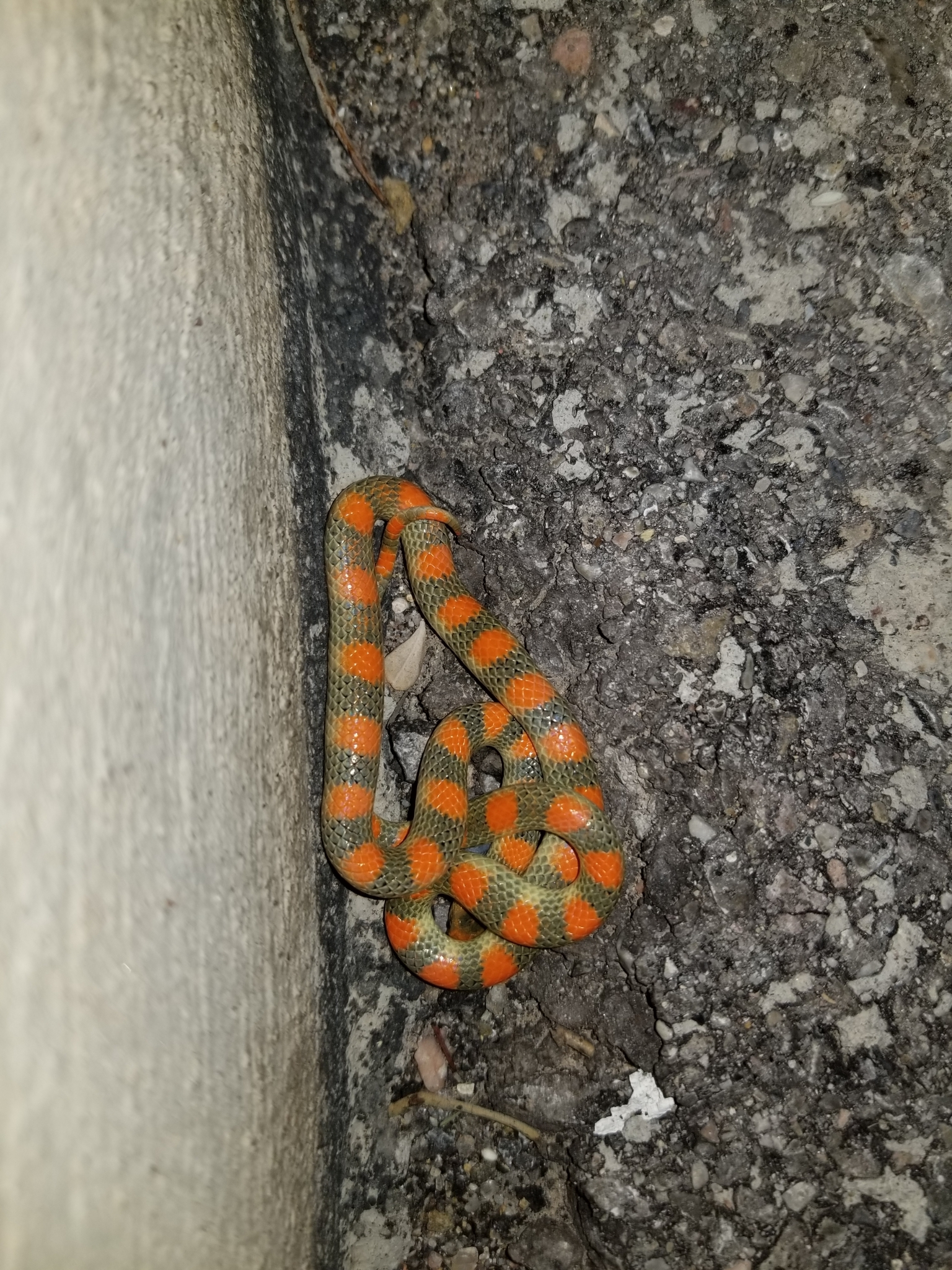
S. semiannulata, Las Vegas, Nevada
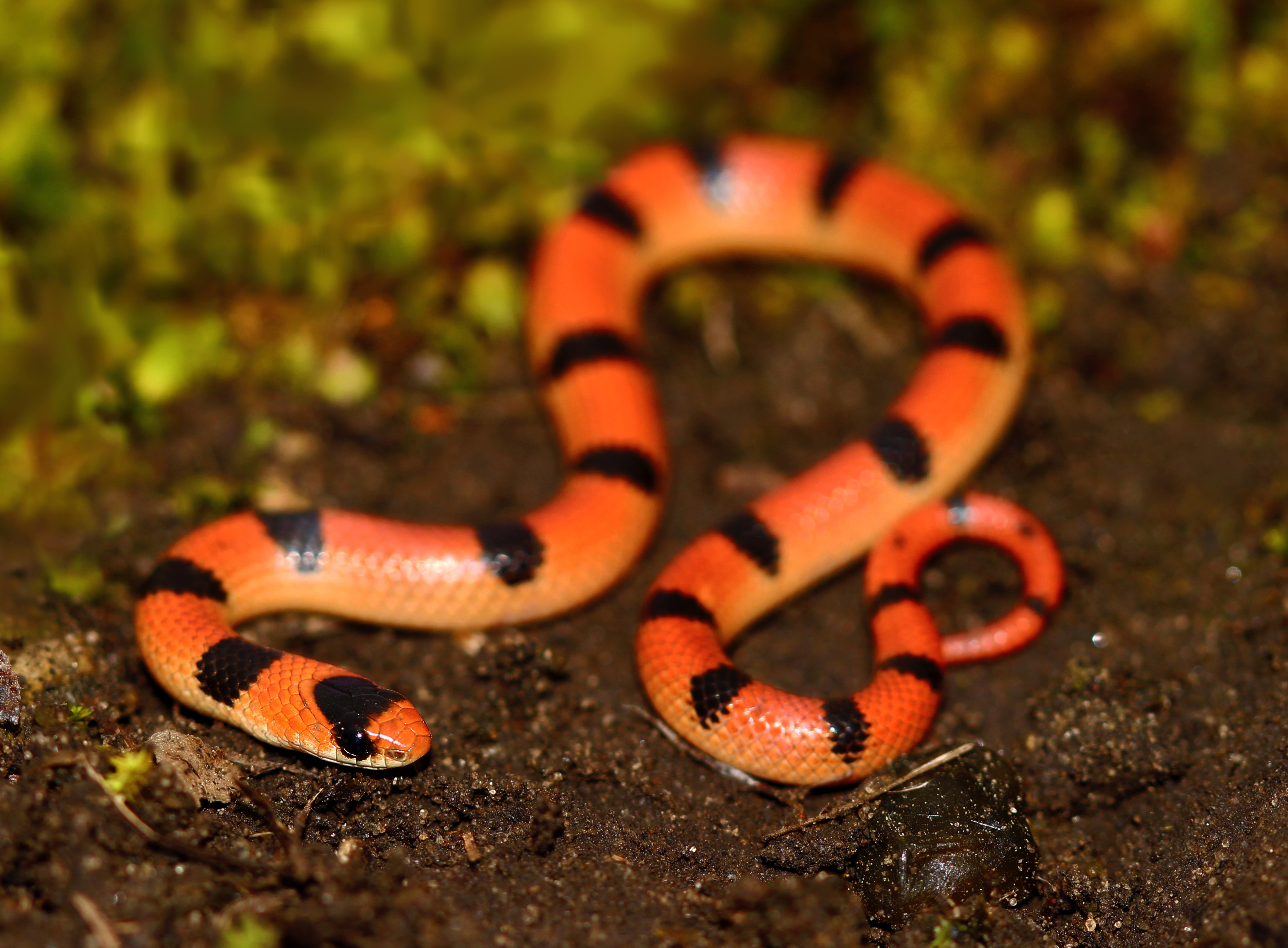
Sonora episcopa: Ozark County, Missouri
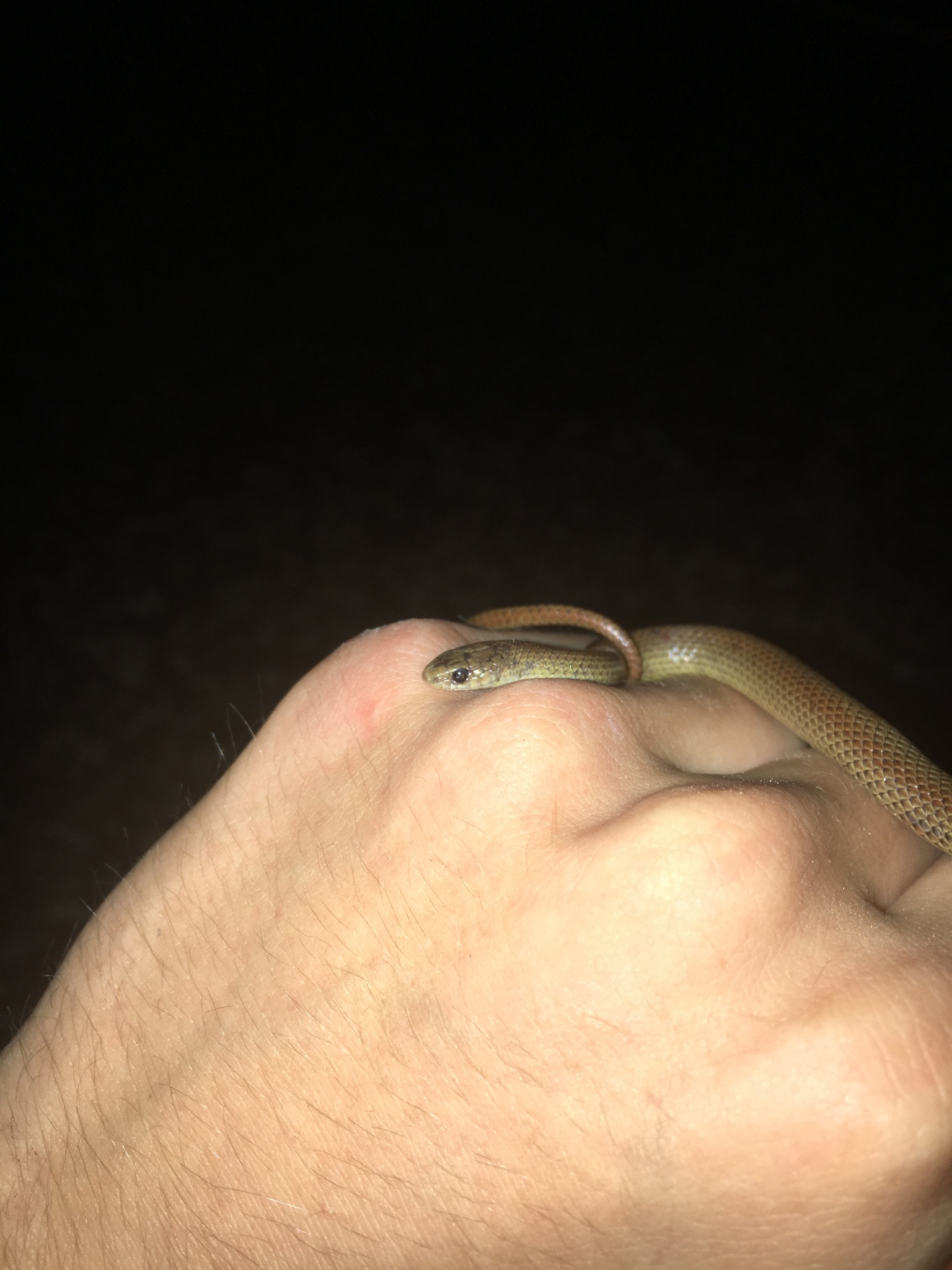
Weitere Morphe von Sonora episcopa